# Ernst Oberhoff
Ernst Oberhoff (* 24. Juli 1906 in Großsporkert/Ronsdorf heute zu Wuppertal; † 7. April 1980 in Wuppertal) war ein deutscher Maler, Plastiker und Grafiker.

## Leben

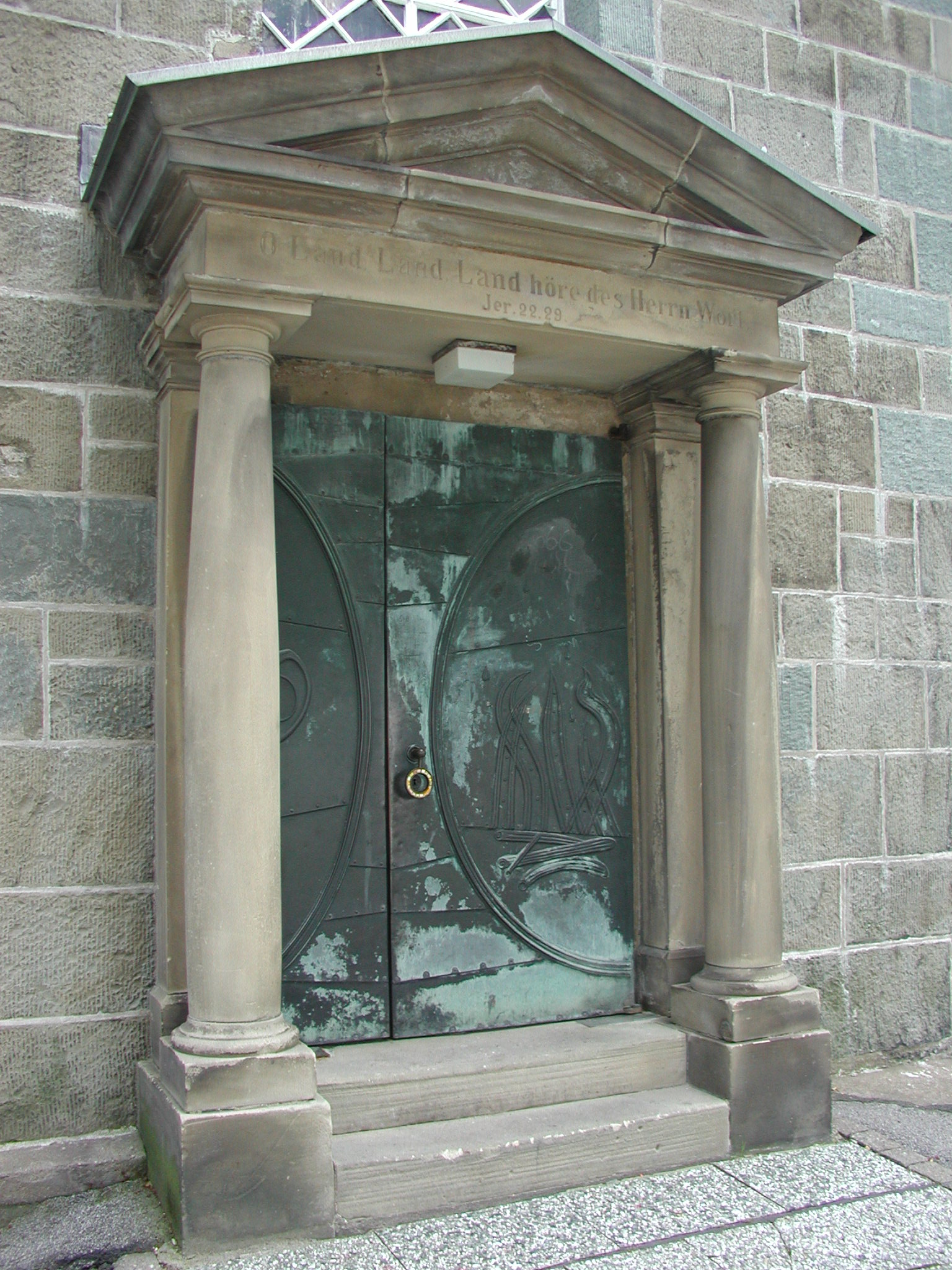
Tür der evangelischen Stadtkirche Lüttringhausen

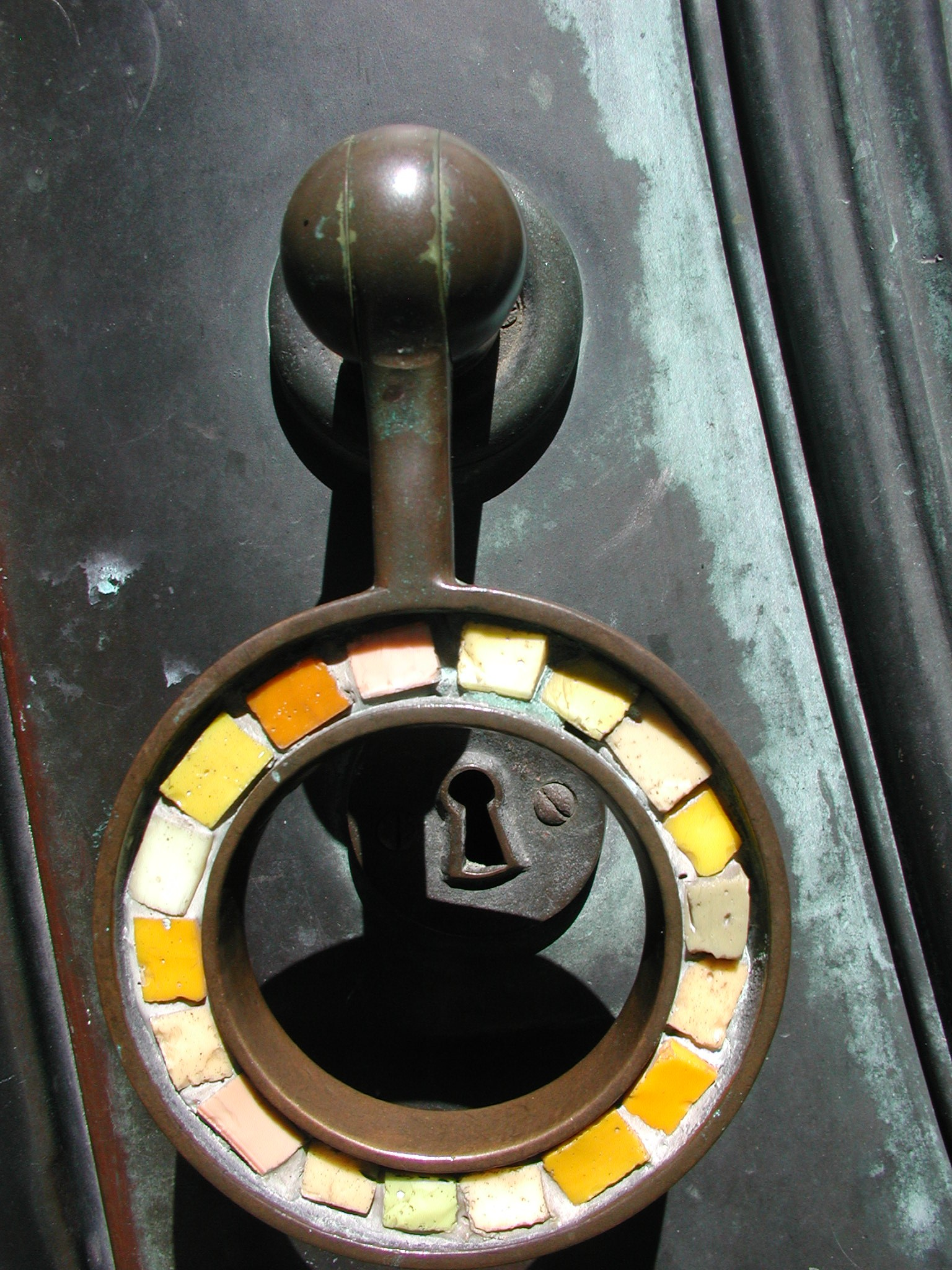
Türgriff der evangelischen Stadtkirche Lüttringhausen

Ernst Oberhoff erlernte von 1920 bis 1923 das Malerhandwerk, interessierte sich jedoch für die schönen Künste und besuchte während seiner Ausbildung Abendkurse bei Gustav Wiethüchter an der Kunstgewerbeschule Barmen. 1929–1931 studierte Oberhoff bei Heinrich Campendonk an der Kunstakademie Düsseldorf. Mit 26 Jahren wurde er Dozent und unterrichtete 18 Jahre lang an der Werkkunstschule Wuppertal im Bereich Malerei.
1950–1953 wechselte er nach Düsseldorf, wo er an der Kunstakademie Wandmalerei und Maltechnik vermittelte. Danach kehrte zu seinem alten Wirkungskreis nach Wuppertal zurück. 1970 erfolgte seine Ernennung zum Professor. Vierzehn Jahre lang war er Vorsitzender der „Bergischen Künstler-Genossenschaft“. Mehrere zeitgenössische Künstler haben bei Ernst Oberhoff studiert. Wie zum Beispiel Wolf Vostell, Joseph Beuys und Friedrich Julius Scherff. Er wurde auch als „Urgestein der Wuppertaler Malerei“ bezeichnet und zeigte „seine figürlich-geometrische Version der damaligen Zeitgeist-Kunst“.
Mit der Gestaltung des Reliefs an der Eingangstür der evangelischen Stadtkirche in Lüttringhausen hat er sich ein bleibendes Denkmal gesetzt, ebenso wie 1962 mit dem abstrakten Fenster im oktogonalen Turm der Neuen reformierten Kirche in der Sophienstraße zu Elberfeld und mit der aufwändigen Mosaikgestaltung des Treppenhauses im Polizeipräsidium Wuppertal.

## Schüler
- Joseph Beuys
- Floris Michael Neusüss
- Friedrich Julius Scherff
- Wolf Vostell